# Parahelichus angulicollis
Parahelichus angulicollis är en skalbaggsart som först beskrevs av Edmund Reitter 1887.  Parahelichus angulicollis ingår i släktet Parahelichus och familjen öronbaggar. Inga underarter finns listade i Catalogue of Life.

## Bildgalleri

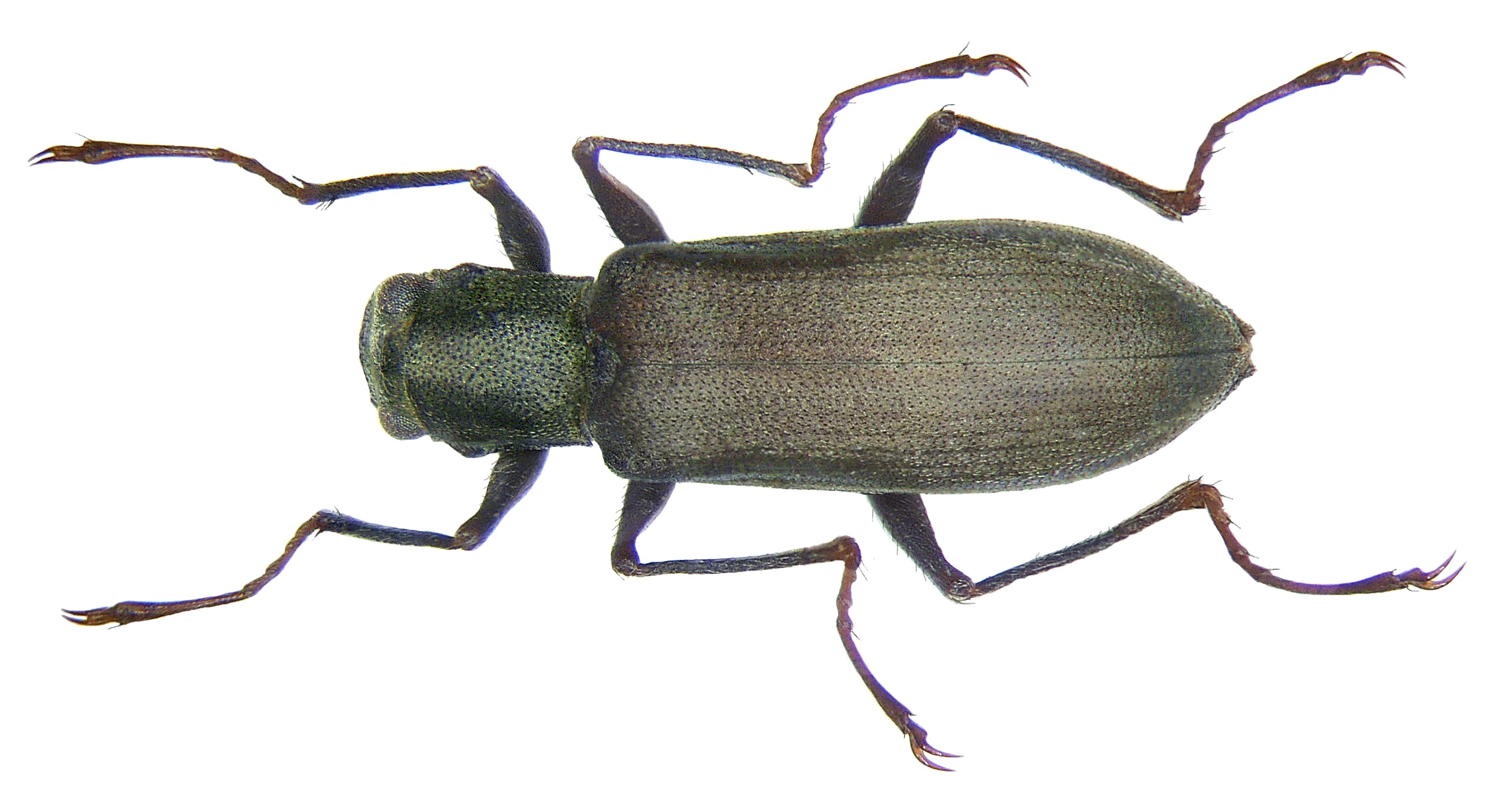